# Michael Schlothauer
Michael Schlothauer (* 21. Juni 1943 in Großschirma; † 5. Dezember 2022) war ein deutscher Offizier. Er war Generalmajor der Nationalen Volksarmee und der letzte Chef des Hauptstabes der NVA.

## Leben
Der Sohn eines Tierarztes trat nach dem Abitur am 3. September 1962 den bewaffneten Organen bei. Von 1962 bis 1965 absolvierte er ein Studium an der Offiziershochschule der Landstreitkräfte „Ernst Thälmann“. Während dieser Zeit wurde er 1964 Mitglied der SED. Von 1965 bis 1971 war er Zugführer, Stellvertretender Stabschef und Stabschef eines Bataillons im Mot.-Schützenregiment 16 in Möckern. Von 1971 bis 1975 war er als Offiziershörer an der Militärakademie „M.W. Frunse“ in Moskau mit dem Abschluss als Diplom-Militärwissenschaftler. Anschließend kehrte er als Stellvertretender Kommandeur für Ausbildung in das Mot.-Schützenregiment 16 zurück und war von 1977 bis 1978 Stellvertretender Kommandeur und Stabschef dieses Regiments. Schlothauer stieg 1978 zum Regimentskommandeur auf und war bis 1979 Kommandeur des Mot.-Schützenregiments 24 „John Schehr“ in Erfurt. Von 1979 bis 1980 fungierte er als Stellvertretender Kommandeur und Stabschef der 4.  Mot.-Schützendivision in Erfurt. Von 1982 bis 1984 folgte ein Studium an der Militärakademie des Generalstabs der Streitkräfte der UdSSR „K.J. Woroschilow“ und im März 1984 die Beförderung zum Oberst. Schlothauer war dann von 1984 bis 1985 Stellvertretender Kommandeur und Stabschef der 4. Mot.-Schützendivision und von September 1985 bis August 1987 Divisionskommandeur der 4. Mot. Schützendivision Erfurt (Nachfolger von Werner Schulze). Im März 1987 erfolgte seine Ernennung zum Generalmajor und die Einsetzung als Stellvertreter des Chefs des Militärbezirk III und Chef des Stabes.
Nach der Wende in der DDR wurde er im Ministerium für Abrüstung und Verteidigung am 15. September 1990 zum Chef des Hauptstabes der NVA ernannt (Nachfolger von Manfred Grätz). Am 30. September 1990 erfolgte seine Versetzung in den vorzeitigen Ruhestand.

## Auszeichnungen
- Kampforden „Für Verdienste um Volk und Vaterland“ in Bronze[3]